# Прентис, Джордан
Джордан Прентис (англ. Jordan Prentice, род. 30 января 1973, Лондон, Онтарио, Канада) — канадский актёр, страдающий дварфизмом или карликовостью.

## Биография
Прентис начал проявлять интерес к актёрской игре ещё в детстве и стал членом драматической программы юных актёров, английского отделения Университета Западного Онтарио. Позже он посещал начальную школу Марии Кюрье и франкоязычную секцию Лондонской центральной средней школы, а также Dalhousie University.
В 1986 году, когда Прентису было 13 лет, он стал одним из актёров, снявшихся в фильме «Говард-утка». Прентис снялся на британском телевидении в 9 рекламных роликах для британской радиостанции Absolute Radio вместе с диджеем Кристианом О'Коннеллом. В 2000 году он появился в видеоклипе на сингл «Shalala Lala» группы Vengaboys. В 2006 году он снялся в роли Рока в фильме «Американский пирог 5: Голая миля», а в 2008 году сыграл Джимми в фильме «Залечь на дно в Брюгге».
В настоящее время Прентис проживает в Торонто, Онтарио. Он является ведущим актёром в постановке Revenger’s Medicine Show драматурга Эрика Вольфа в театре Eldritch.

## Фильмография
| Год       |     | Русское название                            | Оригинальное название                       | Роль                    |
| --------- | --- | ------------------------------------------- | ------------------------------------------- | ----------------------- |
| 1986      | ф   | Говард-утка                                 | Howard the Duck                             | Говард-утка             |
| 1995—1998 | с   | Мурашки                                     | Goosebumps                                  | Роки / Хэп              |
| 2000      | с   | —                                           | The War Next Door                           | Чарли Соломен           |
| 2001      | тф  | Охота на оборотня                           | Wolf Girl                                   | Фингерс Финниан         |
| 2003      | с   | —                                           | The Seán Cullen Show                        | Джордан                 |
| 2003      | ф   | Любовь, секс и поедание костей              | Love, Sex and Eating the Bones              | Вендор                  |
| 2004      | ф   | Гарольд и Кумар уходят в отрыв              | Harold & Kumar Go to White Castle           | гигантский мешок травки |
| 2005      | ф   | —                                           | The Life and Hard Times of Guy Terrifico    | Реджи Мошански          |
| 2005      | с   | —                                           | G-Spot                                      | маленький человек       |
| 2006      | с   | —                                           | The Shakespeare Comedy Show                 | чертёнок                |
| 2006      | в   | Американский пирог 5: Голая миля            | American Pie Presents: The Naked Mile       | Рок                     |
| 2007      | ф   | Роковой город                               | Weirdsville                                 | Мартин                  |
| 2007      | ф   | Человечина                                  | Long Pigs                                   | н/д                     |
| 2007      | в   | Американский пирог 6: Переполох в общаге    | American Pie Presents: Beta House           | Рок                     |
| 2008      | ф   | Залечь на дно в Брюгге                      | In Bruges                                   | Джимми                  |
| 2008      | с   | Регенезис                                   | ReGenesis                                   | галлюцинация            |
| 2009      | ф   | Карлики против Талисманов                   | Midgets vs. Mascots                         | Джордан                 |
| 2010      | с   | Настоящий Арон Стоун                        | Aaron Stone                                 | мистер Галапагос        |
| 2010      | тф  | Рождественские приключения семейства Фоксов | The Night Before the Night Before Christmas | Найджел Тамб            |
| 2010      | с   | Зовите меня Фитц                            | Call Me Fitz                                | привлекательный парень  |
| 2010      | ф   | —                                           | Ruby Skye P.I.: The Spam Scam               | Генри О’Генри           |
| 2010      | с   | Зов крови                                   | Lost Girl                                   | Валентайн               |
| 2011      | с   | Хороший пёсик                               | Good Dog                                    | плотник Эдди            |
| 2011      | ф   | Тихий, но смертоносный                      | Silent But Deadly                           | шериф Шелби             |
| 2011      | ф   | —                                           | An Insignificant Harvey                     | Харви Липп              |
| 2012      | ф   | Белоснежка: Месть гномов                    | Mirror Mirror                               | гном Наполеон           |
| 2012      | ф   | —                                           | Ruby Skye P.I.: The Haunted Library         | Генри О’Генри           |
| 2013      | ф   | Власть убеждений                            | The Power of Few                            | Браун                   |
| 2013      | ф   | Империя грязи                               | Empire of Dirt                              | Уоррен Фенски           |
| 2013      | с   | Сэм и Кэт                                   | Sam & Cat                                   | Гектор                  |
| 2014      | ф   | Я здесь                                     | I Am Here                                   | Петит                   |
| 2016      | ф   | На уровне глаз                              | Auf Augenhöhe                               | Том Ламбрехт            |
| 2019      | кор | —                                           | Dream Boy or the Pursuit of Being           | Джордж Смут             |
| 2020      | ф   | —                                           | The Jester from Transylvania                | Тачстоун                |